# Éric Battista
Pour les articles homonymes, voir Battista.
Éric Battista (né le 14 mai 1933 à Sète) est un athlète français spécialiste du triple saut. Il est également l'ami de Georges Brassens, qui l'encourage à peindre.

## Biographie
Licencié au Paris Université Club, il remporte onze titres de champion de France du triple saut entre 1955 et 1966, et améliore à dix reprises le record de France de la discipline pour le porter à 16,09 m en 1964.
Il participe à trois Jeux olympiques consécutifs entre 1956 et 1964. Son meilleur résultat est une 16e place obtenue lors des Jeux olympiques de Melbourne en 1956. Il remporte la médaille d'or des Jeux méditerranéens de 1955 et 1959 et se classe cinquième des Championnats d'Europe de 1958.
Il compte 59 sélections en équipe de France.

## Palmarès
| Année | Compétition           | Lieu      | Place | Marque  |
| ----- | --------------------- | --------- | ----- | ------- |
| 1955  | Jeux méditerranéens   | Barcelone | 1er   | 14,93 m |
| 1958  | Championnats d'Europe | Stockholm | 5e    | 15,48 m |
| 1959  | Jeux méditerranéens   | Beyrouth  | 1er   | 15,82 m |

- Champion de France du triple saut en 1955, 1956, 1957, 1958, 1959, 1960, 1962, 1963, 1964, 1965, 1966.

## Battista et Brassens
Éric Battista est né à Sète comme Georges Brassens et, à partir de là, s'est développée une longue amitié qui ne s'est jamais démentie jusqu'à la mort du chanteur. À cette occasion, il a été le seul avec Püpchen à l'assister dans ses derniers instants et c'est à son initiative que Brassens a fini ses jours à Saint-Gély-du-Fesc près de Montpellier.
Brassens, qui donnait des sobriquets à tout le monde, l'avait bien sûr surnommé Le sauteur, lui l'ancien champion de triple saut, et avait un faible pour son cadet. Dès leur rencontre, ils restèrent très proches, que ce soit à Sète, à Paris chez Brassens rue Santos-Dumont, à Crespières où Brassens avait acquis une maison, en Bretagne aussi où Battista suivait souvent Brassens en vacances à Lézardrieux et enfin à Saint-Gély-du-Fesc où le poète décéda. Grâce aux nombreuses notes accumulées dans les moments passés en sa compagnie, Battista rapporte dans ses souvenirs des anecdotes savoureuses sur le Brassens de tous les jours.
Il a écrit deux livres de souvenirs sur cette amitié : 
- Éric Battista et Mario Poletti, Georges Brassens, souvenirs et portrait d'intimes, éditions du Grésivaudan, 1986-1987
- Un livre original qui présente Brassens sous des côtés que l'on ne connaît guère :

Éric Battista, Georges Brassens, Entretiens et souvenirs intimes, Éditions Équinoxe, 2001.

## Le peintre
« C'est son ami Georges Brassens qui encourage Eric Battista à se consacrer à la peinture et à l'illustration de ses œuvres poétiques. Il lui offrit ses premières toiles. Après une longue carrière sportive internationale, cet ancien athlète de l'AS. Carcassonnaise revient dans la ville de son club pour y présenter ses œuvres récentes. Voilà l'occasion de découvrir une peinture, alliance de rigueur et de sensibilité, loin de toutes les modes d'expression non figuratives : des marines colorées et une transcription séduisante des paysages des Corbières et du Minervois où se dressent, parmi les oranges des vignes d'automne, les cyprès émeraude sur le fond de garrigues bleues. Les œuvres d'Eric Battista sont présentées dans les galeries en France et à l'étranger et figurent au catalogue de plusieurs musées. ».